# 多羅申科韋
50°6′25″N 37°10′25″E / 50.10694°N 37.17361°E
多羅申科韋（烏克蘭語：Дорошенкове）是位於烏克蘭東部的鄉村居民點，由哈爾科夫州庫皮揚斯克區的大布尔卢克市镇負責管轄。該村處於霍蒂姆利亞河畔，始建於1899年，面積1.02平方公里，海拔高度126米，2001年人口275。